# Karima
A karima a csőkötéseknél alkalmazott kötőelem, valamint vasúti járművek, villamosok kerekeinek a jármű oldalirányú megtámasztására szolgáló túlnyúló pereme (nyomkarima).

## Csőkarimák

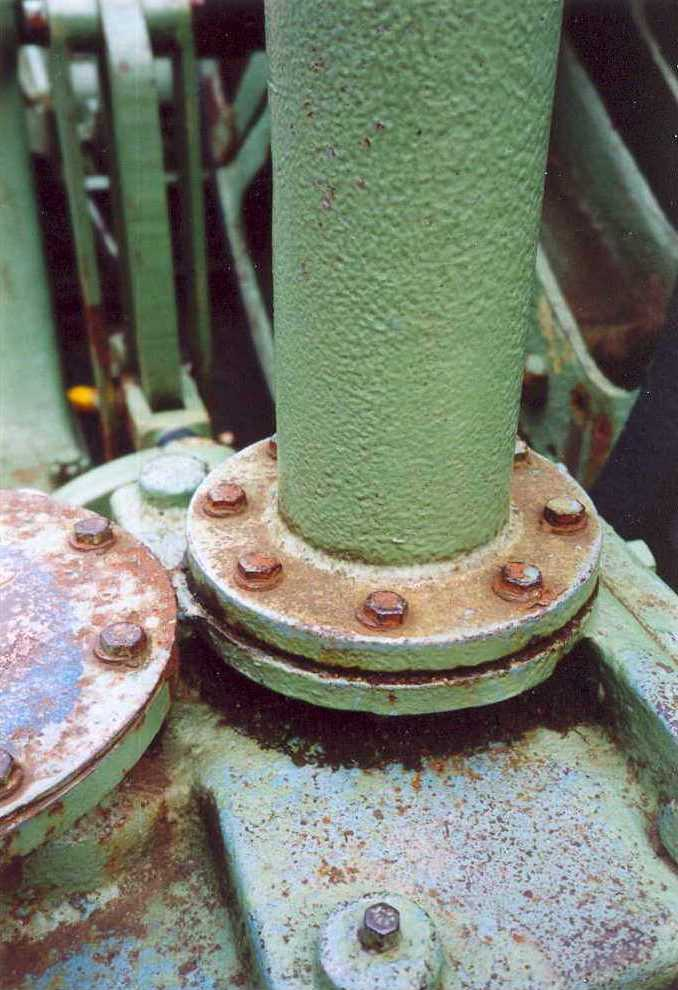
Karimás csőkötés egy gőzgépen

Karimás kötéssel csődarabokat és légcsatorna-elemeket csatlakoztathatunk egymáshoz megfelelő tömítettséggel, ugyanakkor oldható módon. Csövekhez általában hegesztenek karimákat, míg a szerelvényekkel és mérőeszközökkel egybeöntik. A csővezetékek karimáit névleges átmérő (DN) és névleges nyomás (PN) szerint csoportosítják.
Az EN 1092 szabvány anyaguk alapján a következő szerint csoportosítja a karimákat:
- EN 1092-1 Acélkarimák
- EN 1092-2 Öntöttvas karimák
- EN 1092-3 Vörösréz ötvözet karimák
- EN 1092-4 Alumínium ötvözet karimák

Alakjuk alapján lehetnek:
- Lapos karimák
- Laza karimák
- Hegtoldatos karimák
- Menetes karimák
- Vakkarimák

## Fordítás
- Ez a szócikk részben vagy egészben  a   Flansch (Rohrleitung) című német Wikipédia-szócikk fordításán alapul.  Az eredeti cikk szerkesztőit annak laptörténete sorolja fel. Ez a jelzés csupán a megfogalmazás eredetét és a szerzői jogokat jelzi, nem szolgál a cikkben szereplő információk forrásmegjelöléseként.
- Ez a szócikk részben vagy egészben  a   Flange című angol Wikipédia-szócikk fordításán alapul.  Az eredeti cikk szerkesztőit annak laptörténete sorolja fel. Ez a jelzés csupán a megfogalmazás eredetét és a szerzői jogokat jelzi, nem szolgál a cikkben szereplő információk forrásmegjelöléseként.